# Leadville
Leadville é uma cidade localizada no estado americano do Colorado, no Condado de Lake.

## Demografia
Segundo o censo americano de 2010, a sua população era de 2602 habitantes.
Em 2006, fora estimada uma população de 2705, um decréscimo de 116 (-4.1%) face a 2001.

## Geografia
De acordo com o United States Census Bureau tem uma área de
2,7 km², dos quais 2,7 km² cobertos por terra e 0,0 km² cobertos por água.

## Localidades na vizinhança
O diagrama seguinte representa as localidades num raio de 40 km ao redor de Leadville.